# Otto Warmbier
Otto Frederick Warmbier (Cincinnati, Ohio, 12 de dezembro de 1994 - Cincinnati, 19 de junho de 2017) foi um cidadão norte-americano que foi preso na Coreia do Norte, depois de ter sido condenado e sentenciado a 15 anos de trabalho braçal devido a "atos hostis contra a República Democrática da Coreia do Norte". Ele foi preso devido ao suposto roubo de um cartaz de propaganda política, em 2 de janeiro de 2016, durante uma excursão de turismo na Coreia do Norte com uma companhia de viagem independente.

## Prisão e condenação
Em 2 de janeiro de 2016, Warmbier foi preso durante o processo de partida da Coreia do Norte a partir do aeroporto de Pyongyang. Os outros do grupo que participavam da excursão deixaram todos o país sem incidentes. Seu suposto crime foi chamado de "um ato de hostilidade contra o Estado" pelo governo norte-coreano. Em 29 de fevereiro de 2016, ele confessou ter roubado um pedaço de propaganda norte-coreana para levar de volta aos Estados Unidos como um "troféu" para alguém da igreja da sua cidade - que se ofereceu para pagar-lhe por isto com a doação de um carro no valor de US$ 10 000. O cartaz dizia, "Vamos armar-nos fortemente com o patriotismo de Kim Jong-il!". Danos a esses itens com o nome ou a imagem de um de seus líderes é considerado um crime grave na Coreia do Norte. Kim Jong-il foi o pai do atual líder,  Kim Jong-un.
Em 16 de março, duas horas depois de o veterano diplomata americano Bill Richardson reunir-se com dois diplomatas norte-coreanos do escritório das Nações Unidas a fim de pressionar a soltura de Warmbier, foi proferida a sentença de 15 anos de trabalho braçal. 

## Libertação e morte
Em 13 de junho de 2017, Warmbier foi libertado da Coreia do Norte e chegou aos Estados Unidos em estado de coma. Autoridades norte-coreanas disseram que Warmbier havia contraído botulismo algum dia após o julgamento e tinha entrado em coma depois de ter tomado um comprimido para dormir. Em 19 de junho (cinco dias depois), os pais de Warmbier anunciaram a morte dele.

## Controvérsias
Apesar de um necrotério local ter recebido o corpo do estudante para autópsia e esperar divulgar descobertas preliminares a respeito das causas da morte, os planos mudaram após legistas decidirem, a pedido da família, não realizar uma autópsia; e sim, ao invés disto, limitar os exames a uma análise externa do corpo. Não houve informação imediata da família ou de parentes do estudante sobre os motivos que os levaram a pedir que não fosse feita uma autópsia, procedimento que poderia esclarecer as razões para as lesões neurológicas sofridas por Warmbier na Coreia do Norte. A morte de Warmbier aconteceu apenas dois dias após ele ser solto pelo governo norte-coreano e voltar aos Estados Unidos sofrendo de amplo dano cerebral, de acordo com os médicos norte-americanos que o trataram.
Em dezembro de 2018, um juiz de Washington considerou que as autoridades norte-coreanas eram responsáveis pela “tortura, tomada de refém e assassínio extrajudicial” de Otto Warmbier e por isso ordenou que fosse paga à família uma indenização de 501 milhões de dólares.
No entanto, a decisão judicial teve um “valor simbólico”, já que é altamente improvável que o Governo norte-coreano pague a indenização.
A família não desistiu e agora pede aos EUA que lhe dê um navio norte-coreano que foi apreendido em maio de 2019 sob suspeita de estar a ser usado para vender carvão, o que viola as sanções internacionais que impendem sobre Pyongyang.
Os pais do estudante norte-americano argumentam que, se Washington lhes desse o navio, as autoridades norte-coreanas estariam pagando a indenização pela morte do filho, pois alegam que ele foi “brutalmente torturado e assassinado” pelo regime de Kim Jong-un.